# Прозелитизъм
Прозелитизъм (от прозелит, на латински: proselytus „обратѐн“, на гръцки: προσήλυτος „обратѐн, намерил своето място“) е течение в религията което се стреми да разпострани и разпростре своето учение и да привлече, т.е. да обърне в лоното на своята вяра хора извън паството си.
Прозелитите са хора новообръщенци в учението и вярата и като такива са горещо предани ученици, съмишленици и борци за новата вяра.
Прозелитизмът не се приема и одобрява от някои религии и религиозни течения.
Класически пример за прозелитизъм и прозелити са ранното християнство и първите християни извън юдаизма.